# Netřeb
Netřeb este o arie protejată (arie specială de conservare — SAC, sit de importanță comunitară — SCI) din Republica Cehă întinsă pe o suprafață de 13,13 ha, integral pe uscat.

## Localizare
Centrul sitului Netřeb este situat la coordonatele 49°27′52″N 13°04′41″E / 49.464444°N 13.078056°E.

## Înființare
Situl Netřeb a fost declarat sit de importanță comunitară în mai 2016 pentru a proteja 1 specie de plante. Situl a fost protejat și ca arie specială de conservare în septembrie 2018.

## Biodiversitate
Situată în ecoregiunea continentală, aria protejată nu include niciun habitat protejat.
La baza desemnării sitului se află o specie protejată de  plante: mușchi (Dicranum viride).